# Дмитрово (Борське сільське поселення)
Дмитрово (рос. Дмитрово) — присілок Бокситогорського району Ленінградської області Росії. Входить до складу Борського сільського поселення. Населення — 8 осіб (2012 рік).